# Миагры
Миагры (лат. Myiagra) — род птиц семейства монарховых (Monarchidae). В состав рода включают 21 вид. Распространены в Австралазии, Микронезии и многих островах юга Тихого океана.

## Таксономия и этимология
Род Myiagra был введен в 1827 году натуралистами  Николасом Вигорсом и Томасом Хорсфилдом. Типовой вид был обозначен  Джорджем Робертом Греем в 1840 году как Myiagra rubecula. Название рода сочетает в себе др.-греч.  μυῖα —муха и др.-греч. αἱρέω — схватить. В древнегреческой религии Myiagros ("Тот, кто гоняется за мухами") был культовым титулом для божественной фигуры, которая отгоняла мух.

## Описание
Представители рода отличаются от других представителей семейства, особенно от Monarcha, на которых они похожи, половым диморфизмом, формой яиц и хохлатыми головами, на которых часто отсутствуют лицевые узоры. Мухоловки рода Myiagra — это маленькие птицы длиной от 13 до 20 см. У них широкие приплюснутые клювы, приспособленные для ловли насекомых. Клюв обычно черный, исключение составляет Myiagra azureocapilla, у которой клюв ярко-оранжевый. Ротовая полость ярко-оранжевая, что заметно при пении. Выражен половой диморфизм. У самцов, как правило, голова, спина, крылья и хвосты тёмно-синего или чёрного цвета, а нижняя часть тела и надхвостье бледные. У некоторых видов нижняя часть тела красная, у других всё верхнее оперение тёмное, а у слегка отклоняющихся от нормы блестящих мухоловок крылья, спины и хвосты каштановые. Самки окрашены также как самцы, но окраска более светлая и размытая. Сидя на «насесте», представители этого рода принимают вертикальное положение и постоянно двигают сомкнутым хвостом.
Представители рода приспособлены к питанию насекомыми аналогично  мухоловкам Старого Света из семейства Muscicapidae. Добычу добывают, совершая вылазки с «насеста» за летающими насекомыми или выхватывая насекомых с нижней стороны листьев во время полета.
Представители рода, как правило, немузыкальны, и их крики описываются как гортанные, резкие и скрипучие.

## Виды
В состав рода включают 21 вид, один из которых вымер:
- Myiagra oceanica — Микронезийская миагра
- Myiagra erythrops
- †Myiagra freycineti
- Myiagra pluto
- Myiagra galeata — Молуккская миагра
- Myiagra atra — Чёрная миагра
- Myiagra rubecula (Latham, 1801) — Серебристая миагра
- Myiagra ferrocyanea — Серо-синяя миагра
- Myiagra cervinicauda
- Myiagra caledonica — Каледонская миагра
- Myiagra vanikorensis — Краснобрюхая миагра
- Myiagra albiventris — Самоанская миагра
- Myiagra azureocapilla — Синехохлая миагра
- Myiagra castaneigularis
- Myiagra ruficollis
- Myiagra cyanoleuca — Шёлковая миагра
- Myiagra alecto
- Myiagra hebetior
- Myiagra eichorni
- Myiagra nana
- Myiagra inquieta (Latham, 1801) — Белогрудая миагра